# Карл Прибрам
Карл Еман Прибрам (на немски: Karl Eman Pribram) е австрийски икономист, работил дълго време и в Швейцария, Германия и Съединените щати.
Роден е на 22 декември 1877 година в Прага в семейството на юрист. През 1900 година завършва право в Карловия университет, а от 1907 година перподава във Виенския университет, като същевременно работи и в държавната администрация. През 1921 – 1928 година оглавява отдела за изследвания и статистика на Международната служба по труда при Обществото на народите в Женева. След това работи във Франкфуртския университет (1928 – 1933), Института „Брукингс“ (1933 – 1935), Съвета по социално осигуряване (1935 – 1942) и Комисията за митата (1942 – 1951).
Карл Прибрам умира на 15 юли 1973 година във Вашингтон.